# ニトラ県
ニトラ県（Nitra Region (スロバキア語: Nitriansky kraj, ハンガリー語: Nyitrai kerület)）は、スロバキアの県の一つである。県都は、ニトラ。

## 下位行政区画
- ニトラ郡（英語版）（Okres Nitra）
- コマールノ郡（英語版）（Okres Komárno）
- レヴィツェ郡（英語版）（Okres Levice）
- シャリャ郡（英語版）（Okres Šaľa）
- トポルチャニ郡（英語版）（Okres Topoľčany）
- ズラテー・モラウェツェ郡（英語版）（Okres Zlaté Moravce）

## 主な都市
- ニトラ
- ノヴェー・ザームキ
- コマールノ

## 下位区分
ニトラ県は7のokres（郡または区）に分かれる。